# Cantó de Le Faou
El cantó de Le Faou (bretó Kanton ar Faou) és una divisió administrativa francesa situat al departament de Finisterre a la regió de Bretanya.

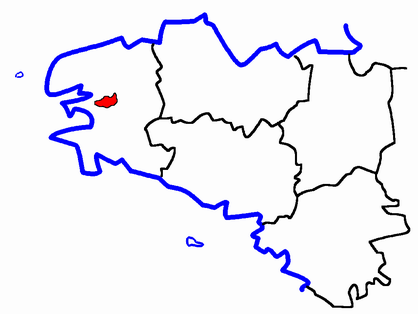
Situació del cantó

## Composició
El cantó aplega 4 comunes :
| Nom bretó                | Nom francès               | Nom gal·ló |
| Ar Faou                  | Le Faou                   | ---        |
| Lopereg                  | Lopérec                   | ---        |
| Pont-ar-Veuzenn-Kimerc'h | Pont-de-Buis-lès-Quimerch | ---        |
| Rosloc'hen               | Rosnoën                   | ---        |

## Història
| Data d'elecció                           | Identitat      | Partit | Qualitat |
| ---------------------------------------- | -------------- | ------ | -------- |
| 2001-                                    | Roger Mellouët | PS     |          |
| les dades anteriors no són pas conegudes |                |        |          |
|                                          |                |        |          |